# 개방형 신경망 교환

개방형 신경망 교환(Open Neural Network Exchange, ONNX)은 AI 부문의 혁신과 협업을 촉진하기 위해 기계 학습 알고리즘 및 소프트웨어 도구를 나타내는 공개 표준을 확립하는 기술 회사 및 연구 조직의 오픈 소스 인공 지능 생태계이다. ONNX는 깃허브에서 사용할 수 있다.

## 역사
ONNX는 원래 Toffee라는 이름으로 페이스북의 PyTorch 팀에서 개발되었다. 2017년 9월에는 ONNX로 이름이 바뀌고 페이스북과 마이크로소프트가 발표했다. 나중에 IBM, 화웨이, 인텔, AMD, Arm 및 퀄컴이 이 계획에 대한 지원을 발표했다.
2017년 10월 마이크로소프트는 코그니티브 툴킷(Cognitive Toolkit)과 프로젝트 브레인웨이브 플랫폼을 이니셔티브에 추가할 것이라고 발표했다.
2019년 11월 ONNX는 리눅스 파운데이션 AI의 대학원 프로젝트로 승인되었다.
2020년 10월 제테인 시스템스(Zetane Systems)는 ONNX 생태계의 일원이 되었다.

## 같이 보기
- 신경망 교환 포맷